# Карпушиха
Карпуши́ха (рос. Карпушиха) — селище у складі Кіровградського міського округу Свердловської області.
Населення — 1192 особи (2010, 1522 у 2002).
До 12 жовтня 2004 року селище мало статус селища міського типу.